# Tschkalow-Insel
Die Tschkalow-Insel (russisch Остров Чкалова Ostrow Tschkalowa, bis 1936: Insel Udd, Остров Удд Ostrow Udd) ist eine Insel in Russland.
Die schmale, langgestreckte Insel liegt an der Sachalin-Bucht des Ochotskischen Meeres 28 km westlich des Kaps Tamlawo im Nordwesten der Insel Sachalin und gehört zum Rajon Nikolajewsk der Region Chabarowsk. Sie ist 16,7 km lang und bis zu 1,2 km breit. Zusammen mit der Baidukow-Insel (zwei Kilometer östlich) und der Petrowskaja-Landspitze (400 Meter westlich) bildet sie die seewärtige Begrenzung der Schastja-Bucht.
Im Juli 1936 flogen die sowjetischen Piloten Waleri Tschkalow, Georgi Baidukow und Alexander Beljakow in einem gut 56-stündigen Rekord-Nonstopflug mit einer Tupolew ANT-25 von Moskau auf diese Insel.